# الصناعات الكيمائية للفليور
الصناعات الكيمائية للفليور (بالفرنسية: Industries Chimiques du Fluor) هي شركة تونسية أُسسّت في 05 أوت 1971 بدأت في تصنيع فلوريد الألمنيوم سنة 1976، وهي إحدى أهم شركات تصنيع وتصدير فلوريد الألمنيوم في العالم.

## وصلات خارجيّة
الصفحة الرسميّة للشركة: www.icf.ind.tn الصناعات الكيمائية للفليور